# Тиліщак Володимир Семенович
Володимир Семенович Тиліщак (нар. 14 липня 1975 р., с. Доброводи Монастириського району Тернопільської області) — український історик, археолог, громадський діяч, публіцист. Кандидат історичних наук, заступник Голови Українського інституту національної пам'яті (з 2014). Відомий дослідженнями і публікаціями про Голодомор в Україні.

## Життєпис
Закінчив Тернопільський державний педагогічний університет ім. В. Гнатюка за спеціальністю історія (1998).
1998—2001 — вчитель історії в загальноосвітніх школах Тернопільського району Тернопільської області.
2000—2002 — науковий співробітник, старший науковий співробітник Тернопільської обласної комунальної інспекції охорони пам'яток історії та культури.
2002—2004 — журналіст газети «Шлях перемоги».
2004—2014 — молодший науковий співробітник відділу археології ранніх слов'ян Інституту археології Національної академії наук України.
2007—2010 — в Українському інституті національної пам'яті пройшов шлях від головного спеціаліста до заступника директора департаменту — начальника відділу історичного аналізу. Відповідав за роботу Інституту з дослідження та поширення інформації про Голодомор 1932—1933 років. У 2009 році ініціював і координував Всеукраїнську акцію «Людяність у нелюдяний час», яка мала на меті виявлення та вшанування пам'яті про осіб, що допомагали виживати постраждалим у роки Голодомору 1932—1933 років. У 2018 році акцію було відновлено.]
У березні 2014 р. в Інституті археології НАН України захистив дисертацію на здобуття наукового ступеня кандидата історичних наук зі спеціальності 07.00.04 — археологія.
З червня 2014 р. — заступник директора, з лютого 2015 р.  — заступник Голови Українського інституту національної пам'яті.
Керівник проекту і один з авторів виставки «Спротив геноциду», присвяченої 81-річниці Голодомору 1932—1933 рр., уперше демонстрованої у 2014 р. у Києві.
У 2020 р. ініціатор та координатор інформаційно-просвітницької кампанії Українського інституту національної пам'яті «Південь без міфів»

## Громадська діяльність

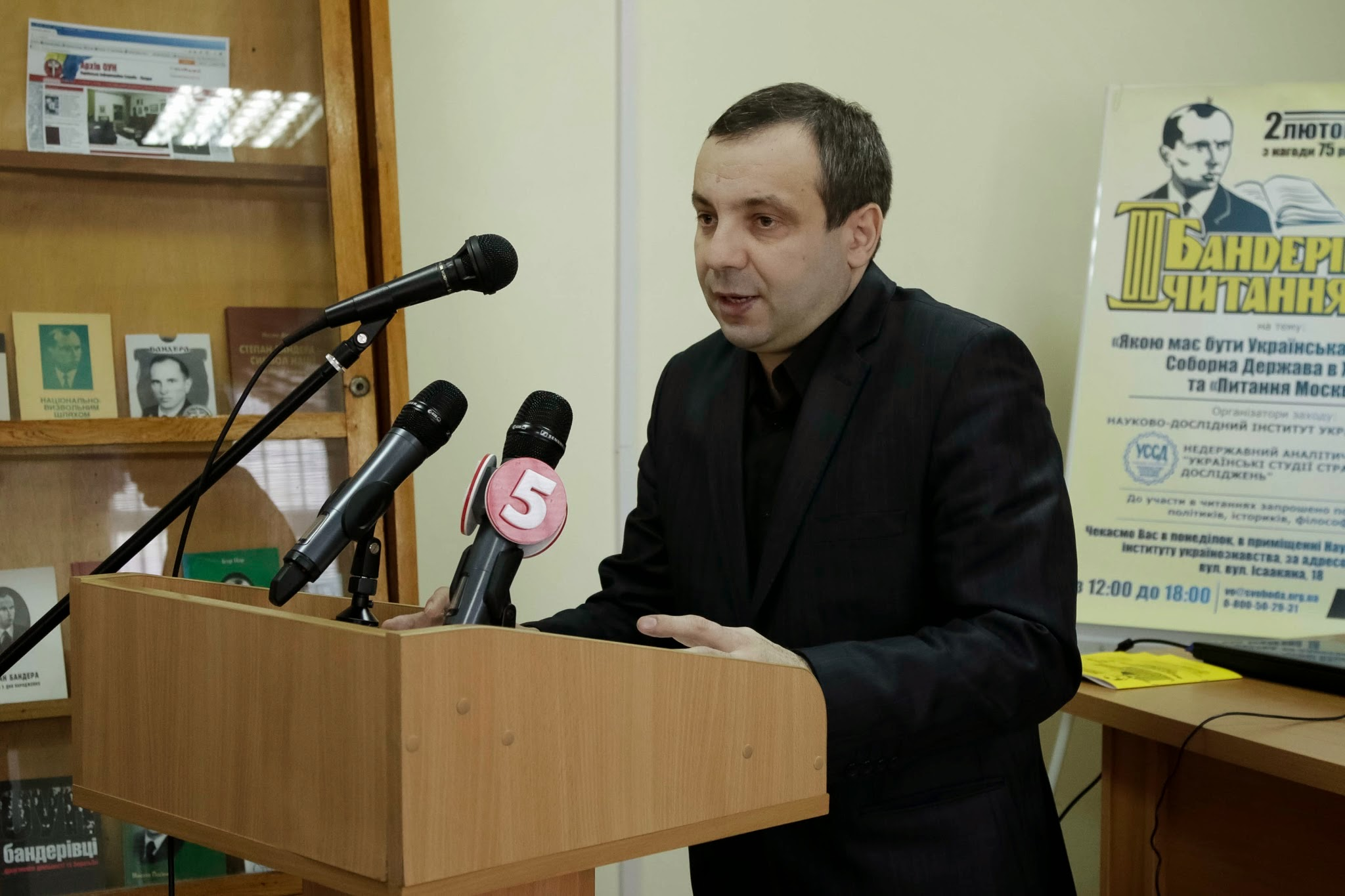
Володимир Тиліщак звертається з вступним словом до учасників ІІ Бандерівських читань, лютий 2015

2011—2014 — учасник Громадського комітету із вшанування пам'яті жертв Голодомору-геноциду 1932—1933 років.
Експерт Недержавного аналітичного центру «Українські студії стратегічних досліджень»

## Основні праці
- Голодомор. Геноцид українського народу, 1932—1933 В. Верстюк, В. Тиліщак, І. Юхновський.; Укр. ін-т нац. пам'яті. — Київ: Вид-во ім. Олени Теліги, 2008.[9]
- Упорядник посмертної монографії Ігоря Ґерети «Чернелево-Руський могильник». — Тернопіль, 2013.[10][11]
- 1930. У. С.Р. Р. Повстання. — Київ: Смолоскип, 2016.[12]
- Людяність у нелюдяний час / Упорядн.: В. С. Тиліщак, В. М. Яременко. Громадський комітет із вшанування пам′яті жертв Голодомору-геноциду 1932—1933 років в Україні. — Львів: Часопис, 2013. — 236 с.[13];
- Людяність у нелюдяний час / Упорядн.: В. С. Тиліщак, В. М. Яременко / 2-ге вид., перероб. і доп. — Київ : Смолоскип, 2018. — 288 с.[14]
- Готи над Гніздною. Таємниці давнього некрополя. — Київ: Смолоскип, 2018.[15][16]
- Відкривачі праісторії. Як працюють археологи. Київ: Портал, 2020
- Співавтор Національної книги пам'яті жертв Голодомору 1932—1933 років в Україні.